# 미국암연구소

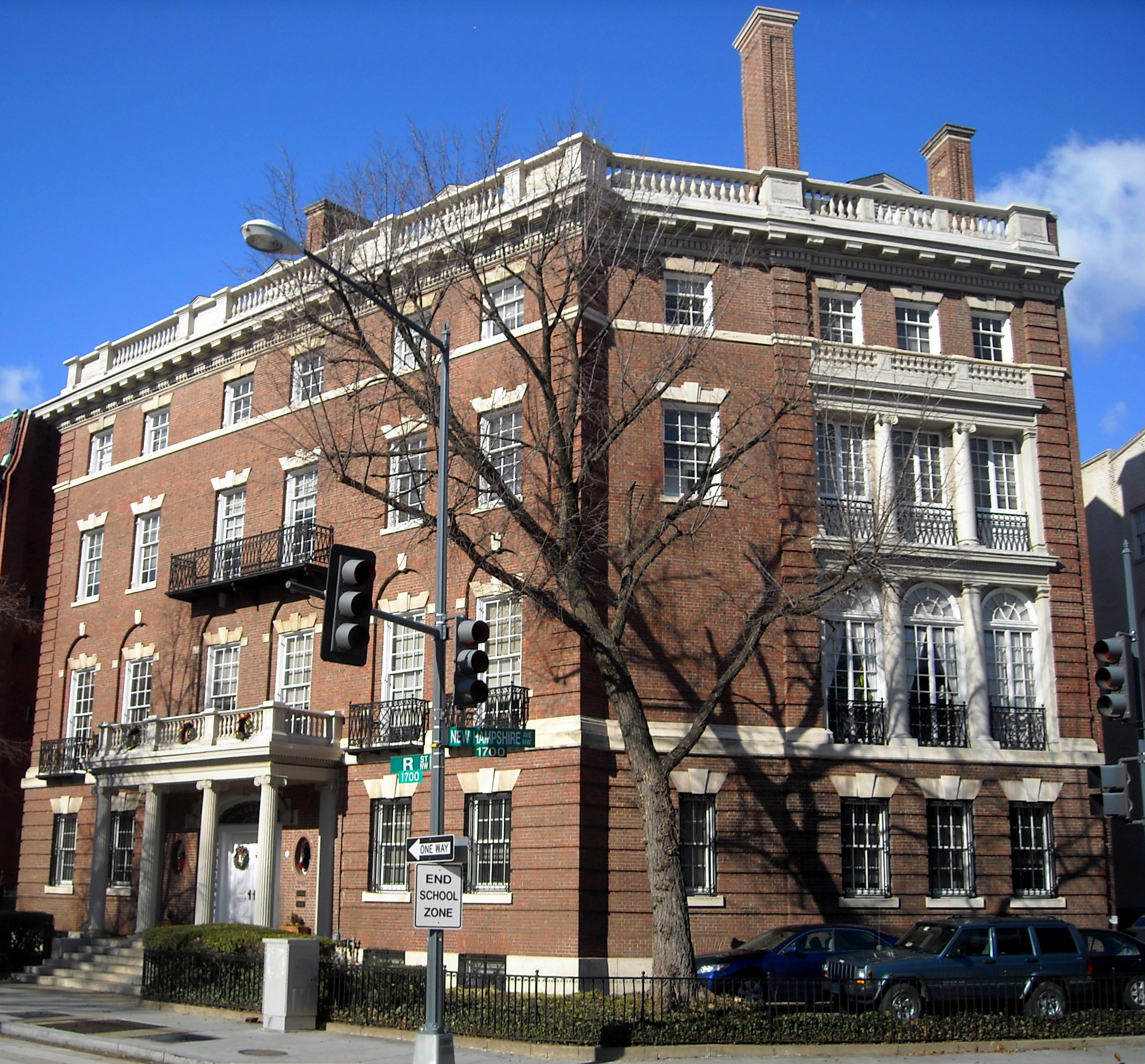
워싱턴 D.C.에 있는 미국암연구소의 본사인 토마스 넬슨 페이지 하우스.

미국암연구소(American Institute for Cancer Research, AICR)은 1982년 창립된 암 예방과 관련된 자선단체이다.
AICR은 식단과 운동이 암 발병률과 진행에 미치는 영향을 조사하는 연구를 재정적으로 지원한다. 또한 다양한 암 예방 교육 프로그램을 제공한다. 지금까지 이 연구소는 암과 관련된 식이 연구를 위해 8,200만 달러 이상을 투자했다. 또한 암 예방 홍보를 위한 여러 교육을 계획하고 운영한다.
2018년 기준으로 이 자선단체는 100점 만점에 62.81점으로 채리티 내비게이터로부터 "별 하나" 등급을 받았다. 평가 당시 자선단체 수입의 45% 이상이 모금 비용으로 돌아섰다. 2018년 9월에 끝나는 회계 연도에 이 기구는 1550만 달러의 연간 수익을 올렸다.